# Peter G. Ten Eyck

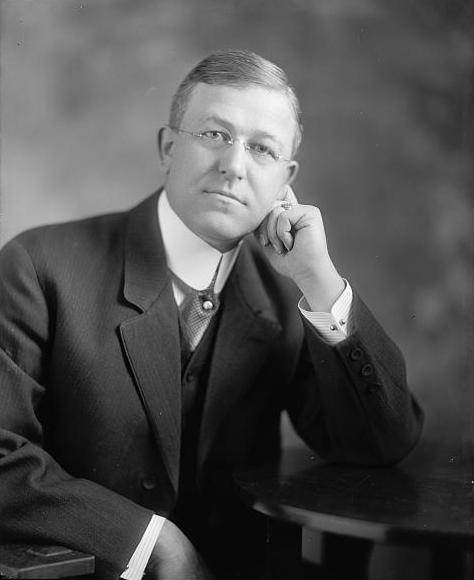
Peter G. Ten Eyck

Peter Gansevoort Ten Eyck (* 7. November 1873 in Bethlehem, New York; † 2. September 1944 in Altamont, New York) war ein US-amerikanischer Politiker. Zwischen 1913 und 1915 sowie zwischen 1921 und 1923 vertrat er den Bundesstaat New York im US-Repräsentantenhaus.

## Werdegang
Peter Gansevoort Ten Eyck wurde ungefähr acht Jahre nach dem Ende des Bürgerkrieges im Albany County geboren. Er besuchte Gemeinschaftsschulen in Normansville, die Albany Academy und das Rensselaer Polytechnic Institute in Troy. Danach war er 15 Jahre lang im Ingenieurbau und Schwachstromtechnik tätig. Er arbeitete als Signalingenieur für die New York Central Lines. 1903 war er leitender Ingenieur bei der Federal Railway Signal Company und später deren Vizepräsident und Geschäftsführer. Er diente 7 Jahre im Third Signal Corps in der 3. Brigade der National Guard of New York.
Politisch gehörte er der Demokratischen Partei an. Bei den Kongresswahlen des Jahres 1912 für den 63. Kongress wurde Ten Eyck im 28. Wahlbezirk von New York in das US-Repräsentantenhaus in Washington, D.C. gewählt, wo er am 4. März 1913 die Nachfolge von Luther W. Mott antrat. Er erlitt bei seiner erneuten Kandidatur 1914 eine Niederlage und schied dann nach dem 3. März 1915 aus dem Kongress aus.
1920 nahm er als Delegierter an der Democratic National Convention teil.
Bei den Kongresswahlen des Jahres 1920 wurde er in den 67. Kongress gewählt, wo er am 4. März 1921 die Nachfolge von Rollin B. Sanford antrat. Da er auf eine erneute Kandidatur 1922 verzichtete, schied er nach dem 3. März 1923 aus dem Kongress aus.
Nach seiner Kongresszeit ging er bei Albany wieder landwirtschaftlichen Tätigkeiten nach. Er verstarb am 2. September 1944 in seiner Sommerresidenz bei Altamont. Sein Leichnam wurde auf dem Rural Cemetery in Albany beigesetzt.